# Witmarsum
Witmarsum este un oraș și o municipalitate din statul Santa Catarina (SC), Brazilia.